# Hov (helligsted)
 For alternative betydninger, se Hov. (Se også artikler, som begynder med Hov)
Hov eller hof er en gammel nordisk betegnelse for en hedensk helligdom. I vikingetiden og måske før var et hov en stor hal bygget i forbindelse med en stormands eller fyrstes gård, der blev brugt i religiøse sammenhænge såsom fællesmåltider i forbindelse med blótgilder. Sandsynligvis var hovene, der omtales i kilderne, særlige bygninger, der var rejst til religiøse formål af social og kollektiv art. Hov nævnes ofte sammen med hørg, som er et andet ord for hedensk kultsted. Forskellige former af det usammensatte ord hov (Hov, Hof, Hoff, Hove, Hovin) er udbredt som navn på gårde både i Norge og Sverige. 

## Baggrund
Sprogligt har ordene "hov" og "hof" samme rod som det tyske Hof  med betydningen "fyrstehus" og "gård". Ordet optræder i mange islandske og norske stednavne, mens det i Danmark er mindre udbredt.

## Hov omtalt i kilder
Hovbygninger omtales i flere islandske tekster. Håkon jarl havde et hov på Lade ved Trondheim. Fra hovets dør fjernede Olav Tryggvason en stor guldring, han sendte som forlovelsesgave til Sigrid Storråde. Ved rygtet om, at den var falsk, lod hun den knække, og fandt ud af, at den var af kobber indeni. Hun blev vred og sagde, at Olav nok ville snyde hende også på andre måder.  I Njåls saga fortælles, at Håkon jarl også delte et hov med Dale-Gudbrand på Hundorp i Gudbrandsdalen.  Derinde stod tre statuer: Af Håkons stammor Thorgerdr Holgabrudr eller Horgabrud, af hendes søster Irpa og af Thor. Odin, som ellers beskrives som "den højeste", var slet ikke repræsenteret. Det var i øvrigt sin stammor Torgerd Hølgabrud, Håkon jarl påkaldte til hjælp under slaget ved Hjørungavåg.  Sandsynligvis regnede jarlen Torgerd som et fylgje (en slags skytsånd) for sin æt, og et så fremskudt ættefylgje  fik naturligt en fremskudt plads i hans hov. Det beskrives sådan i Njåls saga, da Håkon jarl var på besøg hos Gudbrand, og brandstifteren Viga-Rapp sneg sig til hovet om natten:
"Han så Torgerd Hølgabrud sidde der, stor som en fuldvoksen mand. Hun havde en stor guldring om armen og hovedklæde. Han føjsede hovedklædet af, og og tog hendes guldring. Så fik han øje på Tors vogn, og trak en anden guldring af ham. En tredje ring trak han af Irpa, og slæbte så dem alle udenfor og rev deres tøj af. Så antændte han hovet og brændte det ned." Det gryede allerede af dag, så han stak af. "Tidlig samme morgen gik Håkon jarl og Gudbrand til hovet, og fandt det nedbrændt, og de tre guder udenfor med al pragten fjernet. Gudbrand sagde, at de har stor magt, vore guder, når de selv kan gå ud af ilden. Jarlen svarede, at det her ikke var gudernes gerning, men at en mand havde antændt hovet og båret guderne udenfor: "Guderne hævner ikke alt med det samme; men den mand, der har gjort det her, bliver jaget fra Valhal og kommer aldrig derind." 
I 1021 blev Dale-Gudbrands hov igen angrebet, denne gang af Olav den hellige.  Kongen sagde til sin håndgangne mand Kolbein Stærke, så de fremmødte bønder ikke hørte det: "Hvis det sker under min tale, at de ser væk fra deres gud, så hug til ham — så hårdt du kan! — med din kølle." Derpå rejste kongen sig og sagde til Gudbrand: "Du prøver at skræmme os med din gud, der er blind og døv, og hverken kan hjælpe sig selv eller andre, og som ikke rører sig af stedet, medmindre han bliver båret. Jeg forventer nu, at han om kort tid kommer til skade, og kig nu op og se mod øst; dér kommer nu vores gud med meget lys!" Bønderne vendte sig om mod solopgangen. I samme øjeblik slog Kolbein Stærke til statuen af Tor, så den gik itu, og ud derfra løb mus så store som katte og øgler og slanger. De skrækslagne bønder forsøgte at flygte, men kong Olavs mænd havde sænket deres skibe og jaget deres heste væk. Kongen bød dem da enten at tage ved den nye tro, eller kæmpe mod ham.  Dale-Gudbrand lod sig døbe og satte en kirke op i dalen,  mens Kolbein Stærke senere gav navn til et norsk tidsskrift,  en afholdsloge  og en frimurerloge, Kolbein til den opgående Sol. 
Torólfr Mostrarskeggs hov i Island omtales i Eyrbyggjasaga, som beskriver landnámstiden og nogle af de første bosættere. Det fremgår, at opførelsen af et helligdom var af stor betydning, når man bosatte sig et nyt sted. Sagaen fortæller, at Torólfr, der hjemme i Norge var gode og dyrkede Tor, kom i konflikt med kong Harald Hårfager og derfor havde spurgt guden til råds. Tor havde rådet ham til at emigrere, og Torólfr samlede sine folk og tog sit hov ned. Højsædestøtterne tog han med i sit skib. Da han nærmede sig land, kastede han dem overbord. Der, hvor de drev i land, slog Torólfr sig ned og byggede et nyt hov. Stedet kaldte han Torsnéss. 
Sagaen fortæller, at der midt på gulvet stod en søjle som et alter, og der lå en ring på den. På den blev alle eder aflagt, og præsten bar den på sin arm i forbindelse med alle lovforsamlinger. På søjlen stod der også en offerskål, der ved ofringer blev fyldt med blodet fra offerdyrene; det blev kaldt hlaut. I skålen lå nogle særlige kviste, der blev brugt til at stænke blodet med. Teksten stammer fra 13. århundrede, hvor den før-kristne religion næsten var uddød i Island. Beskrivelsen af et hedensk helligsted kan derfor være stærkt påvirket af den kristne tro. Men mange af de omtalte elementer, fx medbringelse af højsædestøtter og den jord, den havde stået i, støttes af andre kilder.

## Kirker bygget ved de gamle hov
I den ældre litteratur var opfattelsen, at et hov var en tempelbygning udelukkende opført til religiøse formål. I forlængelse deraf måtte de første kirker i Norden være opført direkte ovenpå et ældre hov. I 1966 offentliggjorde den danske arkæolog Olaf Olsen resultaterne af et omfattende studium af en lang række af de ældste danske kirker, hvor han afviste hedenske kultbygningers eksistens; hov var angiveligt ikke meget mere end en særlig funktion af den private gildeshal i gården,  eller en betegnelse for storgården i landsbyen.
I virkeligheden findes i Norge ordet "hov" 22 gange som andet led i stednavne, hvor første led er et gudenavn; disse steder ligger netop på eller nær ved gamle kirkesteder.  Udgravninger har tilsvarende afdækket flere bygninger i Norden, der har fungeret som rene kulthuse. Hallen ved Tissø har tilhørt aristokratiet, mens Uppåkra i Skåne har fungeret som et almindeligt samlingssted. De arkæologiske fund er sammenlignet med litterære skildringer af festsale, og bl.a. skildringen af kong Hrodgars hal, Heorot i Beowulfkvadet, udviser store ligheder med fundene.  Den norske religionshistoriker Gro Steinsland mener, at det har været et spørgsmål om lokale traditioner og økonomiske ressourcer, der afgjorde udformningen af hovet. I de rigeste egne er der opført egentlige templer, mens der i fattige egne blot er benyttet de rum, man havde til disposition.

## Hovet ved Tissø
I 1990'erne har danske arkæologer udgravet en stormandsgård ved bredden af Tissø i Vestsjælland med rester af en stor hal, der var i brug mellem 6. og 11. århundrede e.Kr. Stolpehullerne viser, at taget blev båret af få, men kraftige bærepiller, og at bygningen var højloftet, muligvis med to etager. Den indeholdt et stort centralt rum, hvor der blev fundet mængder af dyreknogler, glasskår fra frankiske drikkebægre og et stykke af et strengeinstrument. Disse fund viser med stor sandsynlighed, at rummet blev brugt til festbanketter. Derudover er der i området fundet store mængder af ofrede genstande, bl.a. en kæmpe guldring, dyreknogler og amuletter med mytologiske motiver. Alle disse fund peger på, at hele komplekset har været et vigtigt religiøst center.
Andre fund af våben og smykker i området viser, at stedet var knyttet til de højeste cirkler i samfundet, evt. kongeslægten. Hele komplekset, der også omfattede værksteder og en handelsplads, har muligvis fungeret som hof for kongen, når han med mellemrum rejste rundt i sit land. Undersøgelser har vist, at komplekset kun har været i brug i korte perioder ad gangen. Kongen fungerede også som religiøs leder, og hovet var ramme om de fester og religiøse offerfester, der blev afholdt, når han var til stede. Lignende bygningskomplekser kendes fra andre steder i Sydskandinavien: bl.a. Järrestad og Uppåkra i Skåne, Lisbjerg i Jylland og Toftegård på Sjælland. Disse kongsgårde lignede måske de frankiske og tyske kejseres pfalzgårde. De indeholdt også en kombination af religiøse bygninger, handelspladser og værksteder, der hovedsageligt var i brug, når kejseren og hans følge var på stedet.

## Toponymer
Flere stednavne i Norden med en overvægt i det vestnordiske område indeholder enten hov/hof som led eller udgør hele navnet. Nedenfor nævnes nogle enkelte:
- Hofstaðir, Island [28]
- Hov på Suðuroy, Færøerne
- Hof i Vestfold, Norge
- Hov i Jämtland, Sverige
- Hovin i Fetsund, Norge
- Hovin i Gauldal, Norge

I nogle stednavne indgår sandsynligvis navnet på den gud, hovet var viet til:
- Norderhov i Ringerike, Norge – viet til Njord
- Vidarshov i Hamar, Norge – viet til Vidar
- Torshov i Oslo - viet til Tor; der findes mange steder med det navn [29]

I Danmark findes navnet ligeledes som typonym, men der er endnu ikke bevis for, at der faktisk lå et hov på stedet:
- Hove
- Hove
- Hover
- Hover
- Hoven
- Hou (Ved Hals)
- Hou (Ved Mariager)
- Hov
- Hovby
- Hovborg